# Louis Roche-Defrance
Louis Roche-Defrance, né le 20 septembre 1901 à Tournon (Ardèche) et mort le 10 mars 1974 à Tournon (Ardèche), est un homme politique français.

## Détail des fonctions et des mandats
Mandats parlementaires
- 30 novembre 1958 - 9 octobre 1962 : Député de la 2e circonscription de l'Ardèche[1]
- 18 novembre 1962 - 2 avril 1967 : Député de la 2e circonscription de l'Ardèche[2]
- 12 mars 1967 - 30 mai 1968 : Député de la 2e circonscription de l'Ardèche[3]